# Leezen (Mecklenburg)
Leezen település Németországban, Mecklenburg-Elő-Pomeránia tartományban. Lakosainak száma 2168 fő (2023. december 31.). Leezen Pinnow és Gneven községekkel határos.

## Népesség
A település népességének változása:
| Lakosok száma | 2151 | 2209 | 2219 | 2207 | 2190 | 2168 |
|               | 2014 | 2017 | 2019 | 2021 | 2022 | 2023 |